# Escotos
Escotos (em irlandês antigo Scot, no moderno gaélico escocês Sgaothaich) era o nome genérico dado pelos romanos aos gaélicos da Scotia. Alguns deles, do nascente Reino de Dál Riata, onde hoje é o Ulster, estabeleceram-se em Argyll (Earra-Ghàidheal, East Gaels), onde criaram o Reino de Dalriada. Com o tempo o nome tornou-se aplicável a todos os povos das regiões que eles conquistaram, donde vêm as palavras modernas escocês e Escócia (em inglês Scotland). Acredita-se que os grupos gaélicos não se auto-denominavam escotos, exceto quando se referindo a si mesmos em latim.
A pseudo-história medieval irlandesa explicava o nome traçando a descendência dos gaélicos de Scota, filha de um faraó egípcio.
O historiador Nênio no "Historia Brittonum" relata as várias migrações dos Escotos provenientes da Hispânia. A primeira liderada por Partólomo, a segunda por Nimech, a terceira por um soldado da Hispânia; a estas várias outras migrações se sucederam.